# Veracruz
Veracruz (phát âm tiếng Tây Ban Nha [beɾakɾus]), tên chính thức là Veracruz de Ignacio de la Llave ([beɾakɾuz de iɣnasjo de la ʎaβe]; Veracruz có nghĩa là Chữ thập thật sự) là một trong 31 bang của México. Veracruz giáp Tamaulipas ở phía bắc, vịnh Mexico về phía đông, Tabasco về phía đông nam, Oaxaca và Chiapas về phía nam và Puebla, Hidalgo, và San Luis Potosi ở phía tây. Với dân số 7.000.000, đây là bang có dân số đông thứ 3 trong các bang của Mexico. Bang này nổi bật với thành phần dân cư bản địa lớn và hỗn hợp. Ẩm thực của bang phản ánh sự ảnh hưởng của nhiều nên văn hóa đối với bang này nhờ cảng Veracruz. Thủ phủ bang là Xalapa, các thành phố quan trọng khác bao gồm Thành phố Veracruz, Coatzacoalcos, Córdoba và Orizaba.